# وادي ابرين (حزم العدين)

تعديل مصدري - تعديل

وادي ابرين محلة تابعة لقرية عران، التابعة لعزلة بني الفخر بمديرية حزم العدين إحدى مديريات محافظة إب في الجمهورية اليمنية، بلغ تعداد سكانها 146 حسب تعداد اليمن لعام 2004.